# Списак владара Црне Горе
Списак владара Црне Горе обухвата владаре Црне Горе од почетка државности до данас.

## 1697—1918Петровићи ЊегошиуЦрној Гори
| Слика | Име                     | Династија        | Датум рођења       | Датум смрти       | Владавина                            | Напомене                                                                       |
| ----- | ----------------------- | ---------------- | ------------------ | ----------------- | ------------------------------------ | ------------------------------------------------------------------------------ |
|       | Данило Шћепчев Петровић | Петровићи Његоши | 1670.              | 1735.             | 1696—1735                            | Владика;                                                                       |
|       | Сава Петровић           | Петровићи Његоши | 18. јануар 1702.   | 9. март 1782.     | 1735—1781                            | Владика;                                                                       |
|       | Василије Петровић       | Петровићи Његоши | 1709.              | 10. март 1766.    | 1750—1766                            | Владика;                                                                       |
|       | Шћепан Мали             |                  |                    |                   | 1767—1773                            | Лажни цар;                                                                     |
|       | Арсеније Пламенац       |                  |                    | 1784.             | 1781—1784                            | Владика;                                                                       |
|       | Петар I Петровић Његош  | Петровићи Његоши | 1748.              | 1830.             | 1784—1830                            | Владика;                                                                       |
|       | Петар II Петровић Његош | Петровићи Његоши | 13. новембар 1813. | 31. октобар 1851. | 1830—1851                            | Владика;                                                                       |
|       | Данило Петровић         | Петровићи Његоши | 6. јун 1826.       | 13. август 1860.  | 1. јануар 1852 — 1. август 1860..    | Владика и кнез. Данило Петровић проглашен за кнеза, Кнежевина Црна Гора;       |
|       | Никола I Петровић       | Петровићи Његоши | 19. октобар 1840.  | 2. март 1921.     | 13. август 1860 — 26. новембар 1918. | Прогласио се за Краља 28. август 1910, пре тога био Књаз. Краљевина Црна Гора; |

## 1918—2006 Црна Гора у Југославији
1918, 26. новембар Црна Гора се присаједињује Србији, Велика народна скупштина у Подгорици;
1918, 1. децембар Црна Гора у Краљевини Срба, Хрвата и Словенаца (Југославији)
- 1918—1922 Црна Гора није била територијално уређена;
- 1922—1929 Зетска област, седиште Цетиње
- 1929—1941 Зетска бановина, седиште Цетиње

1941—1943. Црна Гора под италијанском окупацијом;
1943—1944 Црна Гора под немачком окупацијом;
1944—1992 Црна Гора у социјалистичкој Југославији;
1992—2003 Црна Гора у Савезној Републици Југославији;
- 1992. Устав, Република Црна Гора;

2003—2006 Црна Гора у државној заједници Србија и Црна Гора;

### Председници Црне Горе
- 1992—1997 Председник Момир Булатовић;
- 1997—2002 Председник Мило Ђукановић;
- 2002- Председник Филип Вујановић;[1]

## 2006- Самостална Црна Гора
2006. Црна Гора, независна држава;

### Председници Црне Горе
- 2002 – 2018 | Председник Филип Вујановић;
- 2018 – 2023 | Председник Мило Ђукановић;
- 2023 – данас | Председник Јаков Милатовић